# American Skin
American Skin ist ein Filmdrama von Nate Parker, das am 1. September 2019 im Rahmen der Internationalen Filmfestspiele von Venedig seine Premiere feierte und Mitte Januar 2021 in die US-Kinos kam.

## Handlung
Lincoln Jefferson, ein Veteran der US-Marines, arbeitet jetzt als Hausmeister. Er versucht nach seiner Scheidung, seine Beziehung zu seinem Sohn zu verbessern. Eines Tages wird der Junge bei einer routinemäßigen Polizeikontrolle getötet, aber der Polizist, der sich seiner Erschießung schuldig gemacht hat, wird für unschuldig befunden, ohne vor Gericht gestellt zu werden. Lincoln nimmt die Sache selbst in die Hand. In einem Polizeirevier nimmt er Geiseln und veranstaltet einen Scheinprozess, bei dem die Insassen als Jury fungieren.

## Produktion
Regie führte Nate Parker, der auch das Drehbuch schrieb und in der Rolle des Ex-Marines Lincoln Jefferson zu sehen ist. Weitere Rollen wurden mit Omari Hardwick, Theo Rossi und Beau Knapp besetzt. Die Filmmusik komponierte Henry Jackman, mit dem Parker bereits für The Birth of a Nation – Aufstand zur Freiheit zusammenarbeitete.
Die Dreharbeiten fanden in Los Angeles statt. Als Kameramann fungierte Kay Madsen. Für die Ausstattung zeichnete der für einen Oscar nominierte Geoffrey Kirkland verantwortlich.
Bei den Internationalen Filmfestspielen von Venedig stellte Parker den Film am 1. September 2019 im Rahmen der Sektion Sconfini vor, wo er seine Weltpremiere feierte und außer Konkurrenz gezeigt wurde. Ebenfalls im September 2019 wurde er beim Festival des amerikanischen Films in Deauville gezeigt. Die Rechte für Nordamerika liegen bei Vertical Entertainment. Im Dezember 2020 wurde ein erster Trailer vorgestellt. Der Film kam am Martin Luther King Day 2021, am 15. Januar, in ausgewählte US-Kinos und wurde am gleichen Tag als Video-on-Demand veröffentlicht.

## Rezeption

### Kritiken
Der Film hat eine IMDb Bewertung von 7,0/10 und eine Zuschauerbewertung von 95 % (4,7/5) auf Rotten Tomatoes. Bei professionellen Kritikern stieß er jedoch auf eher negatives Echo.

### Auszeichnungen
Artios Awards 2021
- Nominierung in der Kategorie Micro Budget – Komödie oder Filmdrama[11]

Black Reel Awards 2021
- Nominierung als Bester Independentfilm (Nate Parker)[12]

Internationale Filmfestspiele von Venedig 2019
- Auszeichnung als Bester Film (Sconfini) mit dem Filming Italy Award (Nate Parker)